# SN 2003lo
SN 2003lo – supernowa typu IIn odkryta 31 grudnia 2003 roku w galaktyce NGC 1376. W momencie odkrycia miała maksymalną jasność 17,20m.